# Municipio de Richland (condado de McCook)
El municipio de Richland (en inglés: Richland Township) es un municipio ubicado en el condado de McCook en el estado estadounidense de Dakota del Sur. En el año 2010 tenía una población de 155 habitantes y una densidad poblacional de 1,67 personas por km².

## Geografía
El municipio de Richland se encuentra ubicado en las coordenadas 43°42′48″N 97°19′7″O / 43.71333, -97.31861. Según la Oficina del Censo de los Estados Unidos, el municipio tiene una superficie total de 93.05 km², de la cual 92,99 km² corresponden a tierra firme y (0,06 %) 0,05 km² es agua.

## Demografía
Según el censo de 2010, había 155 personas residiendo en el municipio de Richland. La densidad de población era de 1,67 hab./km². De los 155 habitantes, el municipio de Richland estaba compuesto por el 98,71 % blancos, el 0,65 % eran afroamericanos, el 0,65 % eran asiáticos. Del total de la población el 0 % eran hispanos o latinos de cualquier raza.